# Spindasis buchanani
Spindasis buchanani är en fjärilsart som beskrevs av Rothschild 1921. Spindasis buchanani ingår i släktet Spindasis och familjen juvelvingar. Inga underarter finns listade i Catalogue of Life.